# 2021년 6월
| 2021년: 1월 · 2월 · 3월 · 4월 · 5월 · 6월 · 7월 · 8월 · 9월 · 10월 · 11월 · 12월 |

| \| 2021년 6월 1일 (화요일) \| \| 편집 \| |  |      |
| 법과 범죄 - 미국에서 대한민국으로 총기 부품을 몰래 가지고와 총기를 불법 제작 판매한 혐의로 일당 7명이 검거되었다. 보건 - 코로나19 범유행 - 대한민국의 0시 기준 누적 확진자 수가 140,799명으로 집계되었다. 전날 0시 대비 459명(국내 449, 해외유입 10)이 늘었다. |  |      |
| 2021년 6월 1일 (화요일) |  | 편집 |

| 2021년 6월 1일 (화요일) |  | 편집 |

| \| 2021년 6월 2일 (수요일) \| \| 편집 \| |  |      |
| 보건 - 코로나19 범유행 - 대한민국의 0시 기준 누적 확진자 수가 141,476명으로 집계되었다. 전날 0시 대비 677명(국내 654, 해외유입 23)이 늘었다. 정치와 선거 - 이스라엘의 크네세트(의회)에서 이츠하크 헤어초크 의원이 이스라엘의 대통령에 당선되었다. 당선자는 오는 7월 9일 대통령에 취임한다. |  |      |
| 2021년 6월 2일 (수요일) |  | 편집 |

| 2021년 6월 2일 (수요일) |  | 편집 |

| \| 2021년 6월 3일 (목요일) \| \| 편집 \| |  |      |
| 보건 - 코로나19 범유행 - 대한민국의 0시 기준 누적 확진자 수가 142,157명으로 집계되었다. 전날 0시 대비 681명(국내 672, 해외유입 9)이 늘었다. |  |      |
| 2021년 6월 3일 (목요일) |  | 편집 |

| 2021년 6월 3일 (목요일) |  | 편집 |

| \| 2021년 6월 4일 (금요일) \| \| 편집 \| |  |      |
| 보건 - 코로나19 범유행 - 대한민국의 0시 기준 누적 확진자 수가 142,852명으로 집계되었다. 전날 0시 대비 695명(국내 674, 해외유입 21)이 늘었다. |  |      |
| 2021년 6월 4일 (금요일) |  | 편집 |

| 2021년 6월 4일 (금요일) |  | 편집 |

| \| 2021년 6월 5일 (토요일) \| \| 편집 \| |  |      |
| 보건 - 코로나19 범유행 - 대한민국의 0시 기준 누적 확진자 수가 143,596명으로 집계되었다. 전날 0시 대비 744명(국내 725, 해외유입 19)이 늘었다. |  |      |
| 2021년 6월 5일 (토요일) |  | 편집 |

| 2021년 6월 5일 (토요일) |  | 편집 |

| \| 2021년 6월 6일 (일요일) \| \| 편집 \| |  |      |
| 보건 - 코로나19 범유행 - 대한민국의 0시 기준 누적 확진자 수가 144,152명으로 집계되었다. 전날 0시 대비 556명(국내 541, 해외유입 15)이 늘었다. |  |      |
| 2021년 6월 6일 (일요일) |  | 편집 |

| 2021년 6월 6일 (일요일) |  | 편집 |

| \| 2021년 6월 7일 (월요일) \| \| 편집 \| |  |      |
| 보건 - 코로나19 범유행 - 대한민국의 0시 기준 누적 확진자 수가 144,637명으로 집계되었다. 전날 0시 대비 485명(국내 454, 해외유입 31)이 늘었다. 사고 - 파키스탄 신드주에서 열차 충돌 사고가 발생, 최소 37명이 숨지고, 64명 이상이 부상을 입었다. 스포츠 - 대한민국의 축구인 유상철이 숨졌다. 유상철은 국가 대표 축구 선수(1994년~2005년)로 1998년 월드컵과 2002년 월드컵 등의 대회를 뛰었으며, 대한민국 선수로는 네 번째로 센추리 클럽(A매치 100경기 이상 출장)에 가입하였다. 2006년 선수에서 은퇴한 이후, 2009년부터 10년여 간은 지도자로 활동하였다. |  |      |
| 2021년 6월 7일 (월요일) |  | 편집 |

| 2021년 6월 7일 (월요일) |  | 편집 |

| \| 2021년 6월 8일 (화요일) \| \| 편집 \| |  |      |
| 과학과 기술 - 미국의 클라우드 컴퓨팅 업체인 패스틀리(Fastly)의 서비스 장애가 발생, 뉴욕 타임스와 BBC, 르 몽드 등 전 세계 주요 언론사의 웹사이트 접속이 짧게는 수 분에서 1시간 정도 차단되었다. 또한 영국 정부 웹사이트, 페이팔, 트위치, 레딧 등의 사이트도 접속 장애가 발생하였다. 법과 범죄 - 미국 연방수사국(FBI)의 암호화 메시지 앱 'ANOM'을 이용한 수사 결과가 알려졌다. 해당 앱은 FBI와 호주 연방 경찰(Australian Federal Police)에 의하여 지난 2018년 10월 경 배포가 시작되었으며, 관련 수사를 통하여 100개국 이상의 범죄자 800명 이상이 체포되고, 40톤 이상의 마약, 250정 이상의 총기 및 55대의 고급차를 비롯하여 4800만 달러 가량의 통화 및 가상화폐 등이 압수된 것으로 알려졌다. 보건 - 코로나19 범유행 - 대한민국의 0시 기준 누적 확진자 수가 145,091명으로 집계되었다. 전날 0시 대비 454명(국내 435, 해외유입 19)이 늘었다. |  |      |
| 2021년 6월 8일 (화요일) |  | 편집 |

| 2021년 6월 8일 (화요일) |  | 편집 |

| \| 2021년 6월 9일 (수요일) \| \| 편집 \| |  |      |
| 보건 - 코로나19 범유행 - 대한민국의 0시 기준 누적 확진자 수가 145,692명으로 집계되었다. 전날 0시 대비 602명(국내 581, 해외유입 21)이 늘었다. 누계가 일부 정정(-1)되었다. 사고 - 광주광역시 동구 학동의 한 재개발 현장에서 철거 중이던 5층 건물이 붕괴하는 사고가 발생하였다. 건물이 붕괴하면서 인근 버스 정류장을 지나던 시내버스 1대와 승용차 2대 등이 매몰되었으며, 최소 9명 이상이 숨진 것으로 알려졌다. |  |      |
| 2021년 6월 9일 (수요일) |  | 편집 |

| 2021년 6월 9일 (수요일) |  | 편집 |

| \| 2021년 6월 10일 (목요일) \| \| 편집 \| |  |      |
| 보건 - 코로나19 범유행 - 대한민국의 0시 기준 누적 확진자 수가 146,303명으로 집계되었다. 전날 0시 대비 611명(국내 594, 해외유입 17)이 늘었다. |  |      |
| 2021년 6월 10일 (목요일) |  | 편집 |

| 2021년 6월 10일 (목요일) |  | 편집 |

| \| 2021년 6월 11일 (금요일) \| \| 편집 \| |  |      |
| 국제 관계 - 제47회 G7 정상회담이 영국 콘월주 세인트아이브스 카비스베이(Carbis Bay)에서 11일부터 13일까지 열린다. G7을 구성하는 7개 국가(독일, 미국, 영국, 이탈리아, 일본, 캐나다, 프랑스)와 유럽 연합 및 초대 국가인 남아프리카공화국, 대한민국, 오스트레일리아, 인도의 정상이 참여하여 정상외교를 진행한다. 보건 - 코로나19 범유행 - 대한민국의 0시 기준 누적 확진자 수가 146,859명으로 집계되었다. 전날 0시 대비 556명(국내 541, 해외유입 15)이 늘었다. 정치와 선거 - 국민의힘 제1차 전당대회 - 대한민국의 정당 국민의힘의 전당대회를 열어 이준석 전 최고위원을 신임 당대표에 선출하고, 그밖에 최고위원을 선출, 새 지도부를 구성하였다. - 이준석 대표는 만 36세로 대한민국 헌정사 최초의 30대 당대표이자, 총선에 당선된 적이 없는(0선) 당대표가 되었다. 공식임기는 2년으로, 이 신임대표는 오는 2022년 3월 치러지는 20대 대선 등을 지휘하게 된다. |  |      |
| 2021년 6월 11일 (금요일) |  | 편집 |

| 2021년 6월 11일 (금요일) |  | 편집 |

| \| 2021년 6월 12일 (토요일) \| \| 편집 \| |  |      |
| 문화와 예술 - 대한민국의 요리연구가 임지호가 숨졌다. 임지호는 '방랑식객'이라는 별명으로 유명하며, 자연 요리를 연구하였다. 보건 - 코로나19 범유행 - 대한민국의 0시 기준 누적 확진자 수가 147,422명으로 집계되었다. 전날 0시 대비 565명(국내 525, 해외유입 40)이 늘었다. 누계가 일부 정정(-2)되었다. |  |      |
| 2021년 6월 12일 (토요일) |  | 편집 |

| 2021년 6월 12일 (토요일) |  | 편집 |

| \| 2021년 6월 13일 (일요일) \| \| 편집 \| |  |      |
| 보건 - 코로나19 범유행 - 대한민국의 0시 기준 누적 확진자 수가 147,874명으로 집계되었다. 전날 0시 대비 452명(국내 419, 해외유입 33)이 늘었다. |  |      |
| 2021년 6월 13일 (일요일) |  | 편집 |

| 2021년 6월 13일 (일요일) |  | 편집 |

| \| 2021년 6월 14일 (월요일) \| \| 편집 \| |  |      |
| 보건 - 코로나19 범유행 - 대한민국의 0시 기준 누적 확진자 수가 148,273명으로 집계되었다. 전날 0시 대비 399명(국내 360, 해외유입 39)이 늘었다. 정치와 선거 - 니카라과의 엔리케 볼라뇨스 전 대통령이 숨졌다. 엔리케 볼라뇨스는 니카라과의 대통령에 선출되어, 2002년 1월부터 2007년 1월까지 집권하였다. |  |      |
| 2021년 6월 14일 (월요일) |  | 편집 |

| 2021년 6월 14일 (월요일) |  | 편집 |

| \| 2021년 6월 15일 (화요일) \| \| 편집 \| |  |      |
| 보건 - 코로나19 범유행 - 대한민국의 0시 기준 누적 확진자 수가 148,647명으로 집계되었다. 전날 0시 대비 374명(국내 347, 해외유입 27)이 늘었다. |  |      |
| 2021년 6월 15일 (화요일) |  | 편집 |

| 2021년 6월 15일 (화요일) |  | 편집 |

| \| 2021년 6월 16일 (수요일) \| \| 편집 \| |  |      |
| 경제와 비즈니스 - 미국 연방준비제도(Fed, 연준)는 연방공개시장위원회(FOMC) 정례 회의를 갖고, 기존 0.00%~0.25%의 금리 수준을 유지한다고 밝혔다. 현 금리 수준은 지난 2020년 3월 15일 인하된 수준으로, 지난 해 4월, 6월, 7월, 9월, 11월, 12월, 2021년 1월, 3월, 4월에 이은 열 번째 금리 유지 결정이다. 국제 관계 - 조 바이든 미국 대통령과 블라디미르 푸틴 러시아 대통령이 스위스의 제네바에서 정상회담을 가졌다. 양국의 정상회담은 3년만으로, 러시아측이 중립 지대를 원해 중립국인 스위스에서 열렸다. 군사 - 2021년 이스라엘-팔레스타인 위기 - 수요일 아침 일찍, 이스라엘 방위군은 가자 지구에서 날아오는 방화 풍선에 대응하여 가자지구를 통해 공습을 실시하여 휴전을 위태롭게 하고 있다. 이는 동예루살렘에서 깃발의 춤 행진이 열린 이후에 일어났다.(Middle East Eye) (Times of Israel) 보건 - 코로나19 범유행 - 대한민국의 0시 기준 누적 확진자 수가 149,191명으로 집계되었다. 전날 0시 대비 545명(국내 522, 해외유입 23)이 늘었다. 누계가 일부 정정(-1)되었다. |  |      |
| 2021년 6월 16일 (수요일) |  | 편집 |

| 2021년 6월 16일 (수요일) |  | 편집 |

| \| 2021년 6월 17일 (목요일) \| \| 편집 \| |  |      |
| 보건 - 코로나19 범유행 - 대한민국의 0시 기준 누적 확진자 수가 149,731명으로 집계되었다. 전날 0시 대비 540명(국내 523, 해외유입 17)이 늘었다. 사고 - 쿠팡 덕평물류센터 화재 - 이천시 마장면 덕평리 쿠팡 덕평물류센터에서 화재가 발생했다. 정치와 선거 - 잠비아의 정치인 케네스 카운다 초대 대통령이 숨졌다. 케네스 카운다는 초대 대통령에 선출되어, 1964년 10월부터 1991년 11월까지 집권하였다. |  |      |
| 2021년 6월 17일 (목요일) |  | 편집 |

| 2021년 6월 17일 (목요일) |  | 편집 |

| \| 2021년 6월 18일 (금요일) \| \| 편집 \| |  |      |
| 보건 - 코로나19 범유행 - 대한민국의 0시 기준 누적 확진자 수가 150,238명으로 집계되었다. 전날 0시 대비 507명(국내 484, 해외유입 23)이 늘었다. 정치와 선거 - 2021년 이란 대통령 선거, 이란의 대통령: 이란에서 대통령 선거가 실시되어 에브라힘 라이시가 득표율 72.38%로 당선되었다. 헌법에 따라 현직 대통령인 하산 로하니는 출마하지 못하였으며, 투표율은 역대 최저인 48.78%를 기록하였다. |  |      |
| 2021년 6월 18일 (금요일) |  | 편집 |

| 2021년 6월 18일 (금요일) |  | 편집 |

| \| 2021년 6월 19일 (토요일) \| \| 편집 \| |  |      |
| 보건 - 코로나19 범유행 - 대한민국의 0시 기준 누적 확진자 수가 150,720명으로 집계되었다. 전날 0시 대비 482명(국내 456, 해외유입 26)이 늘었다. |  |      |
| 2021년 6월 19일 (토요일) |  | 편집 |

| 2021년 6월 19일 (토요일) |  | 편집 |

| \| 2021년 6월 20일 (일요일) \| \| 편집 \| |  |      |
| 보건 - 코로나19 범유행 - 대한민국의 0시 기준 누적 확진자 수가 151,149명으로 집계되었다. 전날 0시 대비 429명(국내 380, 해외유입 49)이 늘었다. 스포츠 - 2021년 US 오픈 골프대회에서 존 람(Jon Rahm)이 우승하였다. 스페인 선수로는 처음으로 US오픈에서 우승한 것으로, 람의 이전 메이저 대회 최고 성적은 2019년 US 오픈에서 기록한 공동 3위였다. |  |      |
| 2021년 6월 20일 (일요일) |  | 편집 |

| 2021년 6월 20일 (일요일) |  | 편집 |

| \| 2021년 6월 21일 (월요일) \| \| 편집 \| |  |      |
| 보건 - 코로나19 범유행 - 대한민국의 0시 기준 누적 확진자 수가 151,506명으로 집계되었다. 전날 0시 대비 357명(국내 317, 해외유입 40)이 늘었다. - 콜롬비아의 누적 사망자 수가 10만 명을 넘어섰다. 스포츠 - 뉴질랜드 올림픽위원회가 성전환 역도선수인 로렐 허버드(Laurel Hubbard)를 포함한 2020년 하계 올림픽 역도 국가대표팀 명단을 발표하였다. 허버드가 올림픽에 참여하게되면, 올림픽에 출전하는 최초의 성전환 선수가 된다. 허버드는 과거 105kg급 남자 선수로 활동하였으며, 지난 2013년 성전환 수술을 하였다. 국제올림픽위원회(IOC)는 지난 2015년 성전환 선수의 올림픽 출전을 허용하였다. |  |      |
| 2021년 6월 21일 (월요일) |  | 편집 |

| 2021년 6월 21일 (월요일) |  | 편집 |

| \| 2021년 6월 22일 (화요일) \| \| 편집 \| |  |      |
| 경제와 비즈니스 - 남수단 7년 만에 원유 생산을 재개하였다. 정부 당국자는 Block 5A 구역에서 생산을 재개하였으며, 2021년 말까지 일 생산량 8,000 배럴, 오는 2022년 중반까지 16,000배럴 이상으로 생산량을 늘려갈 것이라고 밝혔다. 무력 충돌과 공격 - 2021년 미얀마 시위: 미얀마군 따머도와 시민방위군(People's Defence Force)이 만달레이에서 충돌하였다. 보건 - 코로나19 범유행 - 대한민국의 0시 기준 누적 확진자 수가 151,901명으로 집계되었다. 전날 0시 대비 395명(국내 351, 해외유입 44)이 늘었다. |  |      |
| 2021년 6월 22일 (화요일) |  | 편집 |

| 2021년 6월 22일 (화요일) |  | 편집 |

| \| 2021년 6월 23일 (수요일) \| \| 편집 \| |  |      |
| 과학과 기술 - 미국의 프로그래머, 기업인인 존 매커피가 숨졌다. 매커피는 보안 소프트웨어 회사인 맥아피의 설립자이다. 보건 - 코로나19 범유행 - 대한민국의 0시 기준 누적 확진자 수가 152,545명으로 집계되었다. 전날 0시 대비 645명(국내 605, 해외유입 40)이 늘었다. 누계가 일부 정정(-1)되었다. |  |      |
| 2021년 6월 23일 (수요일) |  | 편집 |

| 2021년 6월 23일 (수요일) |  | 편집 |

| \| 2021년 6월 24일 (목요일) \| \| 편집 \| |  |      |
| 경제와 비즈니스 - 신세계가 이베이코리아 지분 80%를 3조 5,000억원 가량에 인수할 것으로 알려졌다. 당초 네이버와 컨소시엄을 구성하였으나, 네이버가 불참키로하면서 신세계가 단독으로 인수에 나섰다. - 이베이(eBay) 이사회는 이베이코리아 지분 80%를 신세계에 매각하고, 잔여 지분 20%를 보유키로 의결하였다. 양사는 한국은행에 제출한 외국환거래 관련 신고의 승인이 이루어지면 바로 거래계약을 체결할 것으로 알려졌다. - 이베이코리아는 옥션, G마켓, G9 등의 사이트를 운영 중으로, 신세계는 이베이코리아를 인수시 운영 중인 SSG.COM와 더하여 거래액 기준으로 네이버에 이어 전자상거래 업계 2위로 올라선다. - 강원도개발공사는 평창알펜시아리조트(알펜시아)가 7,100억원에 KH필룩스의 자회사인 KH강원개발주식회사에 낙찰·매각되었으며, 임직원은 100% 고용 승계된다고 밝혔다. 알펜시아는 2018년 동계 올림픽의 주 개최지이다. 보건 - 코로나19 범유행 - 대한민국의 0시 기준 누적 확진자 수가 153,155명으로 집계되었다. 전날 0시 대비 610명(국내 576, 해외유입 34)이 늘었다. - 이스라엘이 델타 변이(SARS-CoV-2 Delta variant) 확산과 관련하여, 실내 마스크 착용을 다시 의무화하였다. 사고 - 서프사이드 콘도미니엄 빌딩 붕괴 사고: 미국 플로리다주 마이애미데이드군 서프사이드(Surfside) 해안에 위치한 콘도미니엄 챔플레인 타워 사우스(Champlain Towers South) 일부가 붕괴하는 사고가 발생하였다. 이로 인하여 최소 4명이 숨지고, 11명이 부상을 입었으며, 159명이 실종되었다. 해당 건물은 1981년 준공되었으며, 최근 지붕 수리 공사를 진행하고 있었다. 사회 - 홍콩의 신문 빈과일보가 폐간되었다. 빈과일보는 의류기업 지오다노의 창업자인 지미 라이가 1990년 넥스트 매거진(Next Magazine)에 이어 1995년 6월 20일 설립한 신문사로, 최근 홍콩 국가보안법 위반 혐의로 자산이 압류되고, 편집국장 등이 체포·기소되었다. 정치와 선거 - 필리핀의 정치인 베니그노 아키노 3세가 숨졌다. 베니그노 아키노 3세는 2010년 6월부터 2016년 6월까지 제15대 필리핀의 대통령으로 재임하였다. |  |      |
| 2021년 6월 24일 (목요일) |  | 편집 |

| 2021년 6월 24일 (목요일) |  | 편집 |

| \| 2021년 6월 25일 (금요일) \| \| 편집 \| |  |      |
| 경제와 비즈니스 - 대한민국 코스피 지수가 사상 최초로 3,300선을 넘어서서 3,302.84로 마감하였다. 전날 한국은행 이주열 총재가 올해 안으로 기준금리 인상을 시사하였음에도 불구하고 상승세를 보였다. 법과 범죄 - 조지 플로이드 사망 사건의 데릭 쇼빈이 1심 재판에서 22년 6개월 형을 선고받았다. 데릭 쇼빈은 미네소타주 미니애폴리스 경관이었던 지난 2020년 5월 25일, 체포 과정에서 조지 플로이드를 사망케하면서, 현장에 있던 다른 3명의 경관과 함께 해고되어 재판에 넘겨졌다. 이 사망 사건은 조지 플로이드 시위를 일으키는 도화선이 되었다. 보건 - 코로나19 범유행 - 대한민국의 0시 기준 누적 확진자 수가 153,789명으로 집계되었다. 전날 0시 대비 634명(국내 602, 해외유입 32)이 늘었다. - 튀니지의 히셈 메시시(Hichem Mechichi) 총리가 양성 판정을 받았다. - 캄보디아의 누적 사망자 수가 500명을 넘어섰다. |  |      |
| 2021년 6월 25일 (금요일) |  | 편집 |

| 2021년 6월 25일 (금요일) |  | 편집 |

| \| 2021년 6월 26일 (토요일) \| \| 편집 \| |  |      |
| 보건 - 코로나19 범유행 - 대한민국의 0시 기준 누적 확진자 수가 154,457명으로 집계되었다. 전날 0시 대비 668명(국내 611, 해외유입 57)이 늘었다. |  |      |
| 2021년 6월 26일 (토요일) |  | 편집 |

| 2021년 6월 26일 (토요일) |  | 편집 |

| \| 2021년 6월 27일 (일요일) \| \| 편집 \| |  |      |
| 보건 - 코로나19 범유행 - 대한민국의 코로나19 범유행 - 대한민국의 0시 기준 누적 확진자 수가 155,071명으로 집계되었다. 전날 0시 대비 614명(국내 570, 해외유입 44)이 늘었다. - 방역 당국이 기존 5단계의 사회적 거리두기의 4단계 개편안을 발표하였다. 새로운 거리두기 단계는 오는 7월부터 적용되며, 수도권은 2단계, 그 외 지역은 1단계를 적용한다고 밝혔다. |  |      |
| 2021년 6월 27일 (일요일) |  | 편집 |

| 2021년 6월 27일 (일요일) |  | 편집 |

| \| 2021년 6월 28일 (월요일) \| \| 편집 \| |  |      |
| 보건 - 코로나19 범유행 - 대한민국의 0시 기준 누적 확진자 수가 155,572명으로 집계되었다. 전날 0시 대비 501명(국내 472, 해외유입 29)이 늘었다. |  |      |
| 2021년 6월 28일 (월요일) |  | 편집 |

| 2021년 6월 28일 (월요일) |  | 편집 |

| \| 2021년 6월 29일 (화요일) \| \| 편집 \| |  |      |
| 법과 범죄 - 캐나다 브리티시컬럼비아주의 원주민 기숙학교가 운영됐던 부지에서 5월에 3~16세 어린이 215명의 유해가 쏟아져 나온 데 이어, 6월 서스캐처원주의 기숙학교 자리에서 어린이 751명이 묻힌 무덤터가 발견되었다. 보건 - 코로나19 범유행 - 대한민국의 0시 기준 누적 확진자 수가 156,167명으로 집계되었다. 전날 0시 대비 595명(국내 560, 해외유입 35)이 늘었다. 정치와 선거 - 대한민국 제20대 대통령 선거: 윤석열 전 검찰총장이 대선 출마 선언을 하였다. 윤 전 총장은 제43대 검찰총장으로 재임하다가, 임기를 4개월 가량 남겨둔 지난 2021년 3월 4일 사퇴하였다. - 미국의 정치인 도널드 럼즈펠드가 숨졌다. 럼즈펠드는 일리노이주 하원의원, 제13·21대 국방부 장관 등을 역임하였다. |  |      |
| 2021년 6월 29일 (화요일) |  | 편집 |

| 2021년 6월 29일 (화요일) |  | 편집 |

| \| 2021년 6월 30일 (수요일) \| \| 편집 \| |  |      |
| 보건 - 코로나19 범유행 - 대한민국의 0시 기준 누적 확진자 수가 156,961명으로 집계되었다. 전날 0시 대비 794명(국내 759, 해외유입 35)이 늘었다. 사고 - 한국항공우주산업 해킹 발생하여 전투기‘KF-21 보라매’설계도면 등 다수의 기술 정보들이 유출되는 사건이 발생하였다. 재해 - 2021년 북아메리카 서부 폭염: 북아메리카 서부 지역에 폭염이 이어지면서, 최소 134명 이상이 숨졌다. |  |      |
| 2021년 6월 30일 (수요일) |  | 편집 |

| 2021년 6월 30일 (수요일) |  | 편집 |

| <          | 2021년 6월 | 2021년 6월  | 2021년 6월 | 2021년 6월  | 2021년 6월 | >          |
| 일         | 월         | 화          | 수         | 목          | 금         | 토         |
|            |            | 1 4.21 경진 | 2 22 신사  | 3 23 임오   | 4 24 계미  | 5 25 갑신  |
| 6 26 을유  | 7 27 병술  | 8 28 정해   | 9 29 무자  | 10 5.1 기축 | 11 2 경인  | 12 3 신묘  |
| 13 4 임진  | 14 5 계사  | 15 6 갑오   | 16 7 을미  | 17 8 병신   | 18 9 정유  | 19 10 무술 |
| 20 11 기해 | 21 12 경자 | 22 13 신축  | 23 14 임인 | 24 15 계묘  | 25 16 갑진 | 26 17 을사 |
| 27 18 병오 | 28 19 정미 | 29 20 무신  | 30 21 기유 |             |            |            |

| - 2021년 - 5월 - 6월 - 7월 - 2일: 이스라엘 대통령 선거 - 9일: 몽골 대통령 선거 - 18일: 이란 대통령 선거 편집하기 |